# Aviculariinae
Aviculariinae es una subfamilia de arañas migalomorfas de la familia Theraphosidae. La subfamilia Aviculariinae está formada por tarántulas tropicales y arborícolas del Nuevo Mundo, extendidas desde el Caribe a Sudamérica. Las especies del género Avicularia habitualmente son conocidas como tarántulas "saltadoras" o de "pie rosado".
West et al., 2008 considera los géneros Heteroscodra, Psalmopoeus y Stromatopelma miembros de la subfamilia Aviculariinae.
Contiene los siguientes géneros.

## Géneros
- Avicularia
- Ephebopus
- Iridopelma
- Pachistopelma
- Tapinauchenius
- Heteroscodra
- Psalmopeus
- Stromatopelma